# Knyllrorna
Knyllrorna är en ö i Finland.   Den ligger i kommunen Hangö i den ekonomiska regionen  Raseborg  och landskapet Nyland, i den södra delen av landet, 130 km väster om huvudstaden Helsingfors.
Terrängen på Knyllrorna är mycket platt. Öns högsta punkt är 7 meter över havet.